# Pape Omar Faye
Pour les articles homonymes, voir Faye.
Pape Omar Faye est un footballeur sénégalais né le 1er janvier 1987 à Louga. Il évolue au poste d'attaquant.
Pape Omar Faye a joué 2 matchs en Ligue des champions avec le FC Thoune.

## Carrière
| Saison    | Club                 | Pays          | Division               | Matchs (Buts) |
| 2002-2003 | CSS                  | Sénégal       | Division 1             | 21 (14)       |
| 2003-2004 | CSS                  | Sénégal       | Division 1             | 5 (2)         |
| 2004-2005 | Cotonsport de Garoua | Cameroun      | MTN Elite One          | 11 (4)        |
| 2005-2006 | FC Thoune            | Suisse        | Axpo Super League (D1) | 23 (4)        |
| 2006-2007 | FC Vaduz (prêt)      | Liechtenstein | Challenge League (D2)  | 33 (12)       |
| 2007-2008 | FC Thoune            | Suisse        | Axpo Super League (D1) | 21 (3)        |
| 2008-2009 | FC Thoune            | Suisse        | Challenge League (D2)  | 21 (3)        |
| 2009-2010 | FC Thoune            | Suisse        | Challenge League (D2)  | 13 (13)       |
| 2011-2012 | Thanh Hóa FC         | Viêt Nam      | V-League (D1)          |               |
| 2014-     | Thanh Hóa FC         | Viêt Nam      | V-League (D1)          |               |

## Faits divers
En 2009, Pape Omar Faye a été mis en cause dans une affaire de match truqué, qu'il a reconnu par la suite. Il est suspendu à vie par l’Association suisse de football, puis par la FIFA.
En 2014, les autorités du football lui accordent une grâce et Omar Faye renoue avec les terrains au Thanh Hóa Football Club, ville du centre Vietnam.

## Palmarès
- Championnat du Cameroun :
  - Champion en 2005 (Cotonsport Garoua)

- Coupe du Liechtenstein :
  - Vainqueur en 2007 (FC Vaduz)

- Challenge League :
  - Champion en 2010 (FC Thoune)

- Championnat du Viêt Nam :
  - Champion en 2019 (Hanoi FC)

- Supercoupe du Viêt Nam :
  - Vainqueur en 2018 (Hanoi FC)